# روبرت باري (متسابق خماسي حديث)
روبرت باري (بالإنجليزية: Robert Barrie)‏ هو متسابق خماسي حديث أسترالي، ولد في 11 أكتوبر 1951.

## وصلات خارجية
- روبرت باري على موقع أوليمبيديا (الإنجليزية)